# Kazykurt
Kazykurt (ros. Kazygurt) – wieś w Kazachstanie; w obwodzie turkiestańskim; 15 tys. mieszkańców (2006). Przemysł spożywczy.